# Microdrosophila duplicristata
Microdrosophila duplicristata är en tvåvingeart som beskrevs av Toyohi Okada 1985. Microdrosophila duplicristata ingår i släktet Microdrosophila och familjen daggflugor. Inga underarter finns listade i Catalogue of Life.